# Останино (Орловская область)
Останино — хутор в Урицком районе Орловской области России.
Входит в состав Богдановского сельского поселения.

## География
Расположен северо-восточнее деревни Слободка на правом берегу реки Старец, впадающей в реку Цон.
В Останино заходит просёлочная дорога, образующая улицу Садовую.

## Население
| 2010 |
| ---- |
| 11   |